# Hysteropterum fuscovenosum
Hysteropterum fuscovenosum är en insektsart som beskrevs av Franz Xaver Fieber 1877. Hysteropterum fuscovenosum ingår i släktet Hysteropterum och familjen sköldstritar. Inga underarter finns listade i Catalogue of Life.